# Estação Iglesia del Carmen
A Estação Iglesia del Carmen é uma das estações do Metrô do Panamá, situada na Cidade do Panamá, entre a Estação Santo Tomás e a Estação Vía Argentina. Administrada pela Metro de Panamá S.A., faz parte da Linha 1.
Foi inaugurada em 5 de abril de 2014. Localiza-se no cruzamento da Avenida Central España com a Rua Aquilino de la Guardia. Atende o corregimento Bella Vista.